# Walter Leblanc
Walter Leblanc (* 26. Dezember 1932 in Antwerpen; † 14. Januar 1986 in Silly) war ein belgischer Maler, Grafiker und Objektkünstler. Er gehört zu den bedeutendsten Vertretern der kinetischen und optischen Kunst.

## Leben
Leblanc studierte von 1949 bis 1954 an der Königlichen Akademie für Schöne Künste in Antwerpen bei Antoine Marstboom und 1955/56 am Hoger Institut voor Schone Kunsten. Nach seiner Heirat im Jahr 1956 arbeitete er als Werbegrafiker, zeitgleich trat er aber auch als freier Künstler in Erscheinung. Ab 1977 lehrte er am Nationalen Hoger Instituut voor Bouwkunst en Stedebouw in seiner Heimatstadt.
Leblanc starb 1986 bei einem Autounfall.

## Werk
Ab 1951 arbeitete Leblanc mit geometrisch-abstrakten Monochromen. In den 1950er Jahren schuf er auf Licht basierte Reliefreihen aus Sand. 1959 wurde Torsion zum wichtigsten Gestaltungselement. Durch Windungen und Verdrehungen von Papier, Karton oder Fäden auf oder in Flächen werden dreidimensionale Strukturen und Skulpturen geschaffen. Dabei arbeitete Leblanc oftmals seriell.
1958 war er Gründungsmitglied der Künstlergruppe  G58, in der sich junge belgische Künstler zusammenfanden, um gegen die Ausstellung „50 Jahre Kunst der Moderne“ im Rahmen der Weltausstellung zu protestieren, die sie nicht beachtet hatte. Gemeinsam erwarb man ein altes Lagerhaus und zeigte dort Ausstellungen. Ab 1962 gehört er der Nouvelles Tendances an. Ab 1962 war er an Ausstellungen der Gruppe ZERO beteiligt. Ab 1964 integriert er seine Arbeiten in Architektur, z. B. in der Aula der Universität Antwerpen (1978) und die Metrostation Simonis in Brüssel (1986). 1970 wurde Leblanc als Teilnehmer der Biennale von Venedig ausgewählt. Ab 1975 entstand die Werkgruppe „Archétypes“. Leblanc ordnete hier geometrische Grundformen durch systematische Überlagerung, Staffelung und Reihung zu streng konstruktiven, rhythmischen Kompositionen.

## Preise
- 1956, 1958, 1959, 1962: Preis für Junge belgische Malerei
- 1966: Prix Europe

## Ausstellungen
- 1960: Städtisches Museum, Schloss Morsbroich, Leverkusen
- 1961: Walter Leblanc, Palais des Beaux-Arts de Bruxelles
- 1962: Anti-Peinture, G58 Hessenhuis, Antwerpen
- 1964: Propositions visuelles du mouvement international Nouvelle Tendance, Musée des arts décoratifs, Paris
- 1965: The Responsive Eye, Museum of Modern Art, New York City
- 1965: Musée Rath, Genf
- 1965: Licht und Bewegung/Kinetische Kunst, Kunsthalle Bern
- 1965: Lumière, mouvement et optique, Palais des Beaux-Arts de Bruxelles
- 1965: Licht und Bewegung/Kinetische Kunst, Kunsthalle Baden-Baden und Kunsthalle Düsseldorf
- 1966: Weiss auf Weiss, Kunsthalle Bern
- 1968: Walter Leblanc: Torsions, Palais des Beaux-Arts de Bruxelles
- 1970: 35. Biennale von Venedig
- 1979: Zero Internationaal , Koninklijk Museum voor Schone Kunsten Antwerpen
- 1985: Eine Europaïsche Bewegung Bilder und Objekte aus der Sammlung Lenz Schönberg, Museum Carolino Augusteum, Salzburg
- 1986: Königliche Museen der Schönen Künste, Brüssel
- 1986: Museum Abteiberg, Mönchengladbach
- 1989: Walter Leblanc Retrospektive, Wilhelm-Hack-Museum, Ludwigshafen
- 1990: 40 ans de Jeune Peinture Belge Regard contemporain sur un choix historique, Palais des Beaux-Arts de Bruxelles
- 1998:  Kunst im Aufbruch Abstraktionzwischen 1945 und 1959, Wilhelm-Hack-Museum, Ludwigshafen
- 2001: Walter Leblanc, Stedelijk Museum voor Actuele Kunst, Gent
- 2003: Kröller-Müller Museum, Otterlo
- 2004: Die Europäische Vision 1958 bis heute, Sammlung Lenz Schönberg, Museum für Zeitgenössische Kunst, Zero, Zagreb
- 2006: ZERO. Künstler einer europäischen Bewegung. Sammlung Lenz Schönberg 1956–2006, Museum der Moderne Salzburg
- 2006:  ZERO – Internationale Künstler-Avantgarde der 50er/60er Jahre , museum kunst palast, Düsseldorf
- 2011: Walter Leblanc, Musées royaux des Beaux-Arts de Belgique, Brüssel
- 2014: Zero: Countdown to tomorrow, Solomon R. Guggenheim Museum, New York City
- 2015: Zero: The international art movement of the 1950s and 1960s, Martin-Gropius-Bau, Berlin
- 2015: Zero: let us explore the stars , Stedelijk Museum, Amsterdam